# Nelahozeveský tunel I
Nelahozeveský tunel I je železniční tunel na katastrálním území Lobeč v Kralupech nad Vltavou na železniční trati Praha–Děčín mezi stanicí Kralupy nad Vltavou a zastávkou Nelahozeves zámek v km 438,820–438,843. S délkou 23,3 metrů je nejkratším provozovaným železničním tunelem v České republice.

## Historie
Železnice byla uvedena do provozu v roce 1850 jako součást Severní státní dráhy. V osmdesátých letech 20. století byla provedena elektrizace tratě. Tunel byl postaven v roce 1848 jako jednokolejný. V roce 1942 byl zvětšen a položeny byly dvě koleje. Sanace byla provedena v období od roku 1976 do roku 1985. Další rekonstrukce se předpokládá v letech 2023 až 2027 v rámci modernizace I. železničního koridoru.

## Popis
Tunel dlouhý 23,30 metrů byl ražen v akrózovém pískovcovém masívu. Při rekonstrukci v roce 1942 byla změněna (zvětšena) profilace a ostění bylo vyzděno 30 až 70 centimetrů silnou pískovcovou vyzdívkou. Portály tunelu nemají žádnou obezdívku. V souvislosti s elektrizací tratě bylo dno tunelu prohloubeno o 0,4 metry a zdivo ve výšce 4,150 metrů osekáno do hloubky 15 centimetrů pro trakční vedení. Rychlost vlaků byla omezena na 50–90 km/h. Nejmenší osová vzdálenost kolejí je 3670 mm, což nevyhovuje parametrům pro modernizaci tunelu, důvodem odkladu modernizace byla též nedostatečná prostorová průchodnost.

## Plánovaná rekonstrukce
Při plánované rekonstrukci (2023–2027) by mělo být vestavěno do stávajícího profilu sekundární železobetonové ostění a tunel by měl být prohlouben o 300 až 400 mm. Mezi sekundární ostění a stěnu tunelu bude dána vrstva stříkaného betonu a izolační vrstva, u paty pak bude drenážní systém. Tunel po rekonstrukci bude vybaven jednou kolejí, rychlost vlaků se zvýší na 140 km/h.
Pro modernizaci Nelahozeveských tunelů byl v roce 2016 schválen záměr projektu, v roce 2017 bylo vydáno stanovisko EIA a v květnu v roce 2020 územní rozhodnutí. Stavební povolení by mělo být vydáno v roce 2023, vyhlášení výběrového řízení by mělo proběhnout v roce 2022  a realizace stavby v období 2023–2027.